# Ralph Manza
Ralph A. Manza Jr. (San Francisco, 1º dicembre 1921 – Encinitas, 31 gennaio 2000) è stato un attore statunitense.

## Filmografia parziale

### Cinema
- Party selvaggio (The Wild Party), regia di James Ivory (1975)
- Philadelphia Experiment (The Philadelphia Experiment), regia di Stewart Raffill (1984)
- Dave - Presidente per un giorno (Dave), regia di Ivan Reitman (1993)
- Get Shorty, regia di Barry Sonnenfeld (1995)
- Godzilla, regia di Roland Emmerich (1998)

### Televisione
- Lock-Up – serie TV, episodio 1x13 (1959)
- Surfside 6 – serie TV, episodi 1x19-2x36 (1961-1962)
- Outlaws – serie TV, episodio 1x25 (1961)
- Corruptors (Target: The Corruptors) – serie TV, episodio 1x14 (1961)
- Going My Way – serie TV, episodio 1x02 (1962)
- The Gallant Men – serie TV, episodio 1x08 (1962)
- The Wide Country – serie TV, episodio 1x26 (1963)
- General Hospital – serie TV, 18 episodi (1963-1966)
- The Outsider – serie TV, episodio 1x13 (1968)
- La signora in giallo (Murder, She Wrote) – serie TV, episodio 6x22 (1990)

## Doppiatori italiani
Nelle versioni in italiano delle opere in cui ha recitato, Ralph Manza è stato doppiato da:
- Aldo Barberito in La casa nella prateria
- Giulio Platone in Philadelphia Experiment
- Gianni Vagliani in La signora in giallo
- Mario Milita in Godzilla